# دستگاه مختصات جغرافیایی

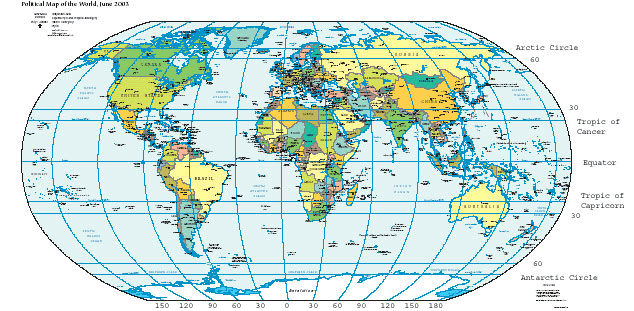
طول جغرافیایی (خطوط عمود آبی) و عرض جغرافیایی (خطوط افقی آبی)

دستگاه مختصات جغرافیایی یک دستگاه مختصات است که با آن می‌توان مکان هر نقطه‌ای بر روی زمین را توسط چند عدد مشخص کرد.
مختصات معمولاً طوری انتخاب می‌شوند که یک عدد مکان عمودی یا ارتفاع نقطه مورد نظر را بیان کند و دو عدد هم مکان افقی را مشخص کنند. یک انتخاب معمول برای دستگاه مختصات، دستگاهی دارای ارتفاع، طول و عرض جغرافیایی است.
مختصات جغرافیایی میانه کشور ایران را در زیر این قسمت می‌بینیم.

## طول و عرض جغرافیایی

عرض جغرافیایی (φ) و طول جغرافیایی (λ)

عرض جغرافیایی(φ) زاویهٔ شمالی یا جنوبی هر نقطه از مدارها نسبت به خط استوا است. با اتصال نقاط هم عرض به یکدیگر، خطوطی موازی خط استوا (مدارها) به‌دست می‌آید، که در واقع هر کدام یک دایره‌است که شعاع آن از بیشترین در استوا تا کمترین در قطب‌ها متفاوت است. عرض جغرافیایی قطب شمال ۹۰ درجه شمالی (N ۹۰°)، استوا صفر و قطب جنوب ۹۰ درجه جنوبی (°۹۰ S) است.
طول جغرافیایی(λ) زاویهٔ شرقی یا غربی هر نقطه از نصف النهارها نسبت به نصف‌النهار مبدأ که صفر درجه‌است می‌باشد. این زاویه حداکثر (°۱۸۰) شرقی (E) یا غربی (W) است.
نصف النهارها نیم‌دایره‌هایی از دوایر بزرگ طولی و هم اندازه‌اند که در دو نقطه متقابل در قطب‌ها به هم می‌رسند.

## سیستم‌هایUTMو UPS
سیستم‌های Universal Transverse Mercator و Universal Polar Stereographic دو سیستم مختصات جغرافیایی مشابه هم هستند که از سیستم متریک استفاده می‌کنند.امروزه اکثر نقشه برداری ها در ایران بر اساس UTM می باشد.

## دستگاه مختصات دکارتی
می‌توان تمام نقاطی که با دستگاه مختصات طول و عرض جغرافیایی مشخص می‌شوند را با دستگاه مختصات دکارتی مشخص کرد.